# Notes sur un fait divers
Pour plus de détails, voir Fiche technique et Distribution.
Notes sur un fait divers (en italien : Appunti su un fatto di cronaca) est un film documentaire en noir et blanc réalisé en 1951 par Luchino Visconti.

## Thème
Le texte de ce court métrage est l'œuvre de Vasco Pratolini. Il retrace un fait divers survenu dans un milieu d'une extrême pauvreté : le meurtre d'une petite fille de 12 ans, Annarella Bracci, dans le quartier populaire de Primavalle, à Rome.

## Fiche technique
- Texte : Vasco Pratolini (narrateur)
- Photographie : Domenico Scala
- Musique : Franco Mannino
- Production et diffusion : Marco Ferreri, Riccardo Ghione